# Susanthika Jayasinghe

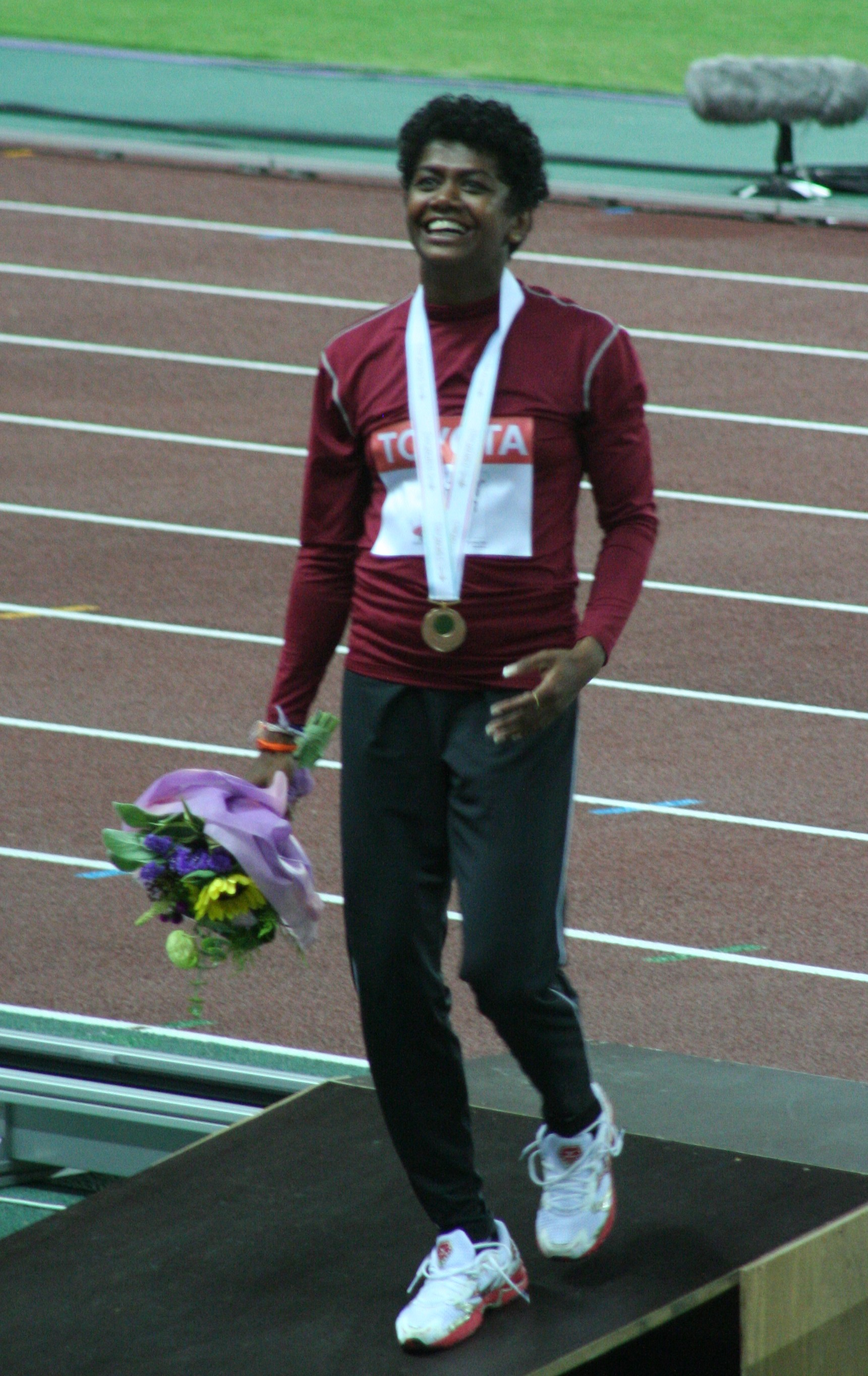
Susanthika Jayasinghe 2007 in Osaka

Susanthika Jayasinghe (* 17. Dezember 1975 in Atnawala bei Colombo) ist eine ehemalige sri-lankische Leichtathletin.

## Karriere
Jayasinghe gewann 1994 ihre erste internationale Medaille (Silber) bei den Asienspielen in Hiroshima im 200-Meter-Lauf. Bei den Weltmeisterschaften 1997 in Athen erreichte sie über diese Distanz ebenfalls die Silbermedaille. 1998 wurde sie positiv auf Nandrolon getestet. Bei den Olympischen Spielen 2000 in Sydney wurde Jayasinghe die Silbermedaille zugesprochen, nachdem der ursprünglichen Siegerin Marion Jones 2007 wegen Dopings die Goldmedaille aberkannt wurde.
Nach den Asienspielen 2002, bei denen sie im 100-Meter-Lauf die Goldmedaille gewann, zog sie sich wegen mangelnder Unterstützung des eigenen Verbandes aus dem asiatischen Sportgeschehen zurück und wanderte in die USA aus.  Bei den Weltmeisterschaften 2007 in Osaka gewann Jayasinghe die Bronzemedaille im 200-Meter-Lauf, und bei den Olympischen Spielen 2008 in Peking erreichte sie auf derselben Distanz das Halbfinale.
Sie ist 1,65 m groß und wog zu Wettkampfzeiten von 62 kg. Anfang 2009 beendete sie ihre Karriere.